# Нападение на школу № 5 под Улан-Удэ
Нападение на школу № 5 под Улан-Удэ с использованием топора, ножа и горючей жидкости произошло утром 19 января 2018 года в 9:35 по местному времени. Девятиклассник Антон Бичивин, которому на тот момент исполнилось 15 лет, прошёл к самому дальнему классу по коридору школы и забросил в помещение две бутылки с зажигательной смесью. В это время в классе шёл урок, одна из бутылок попала в голову педагогу русского и литературы И. Л. Раменской. Загорелись шторы, началось задымление и учитель с детьми отправились к выходу. Там преступник нанес удары топором и ножом пяти ученикам 7 класса и учителю, затем ранил себя в грудь ножом с целью суицида и выпрыгнул в окно, где был задержан. Позже следственным комитетом так же были задержаны двое его сообщников 14 и 15 лет — Александр Рогальский и Илья Седов.
Сообщников преступника в декабре 2019 года осудили на 4 и 6 лет лишения свободы, а самого нападавшего признали невменяемым, и, по решению Октябрьского районного суда Улан-Удэ от 29 декабря 2018 года, направили на принудительное лечение. Нападение на школу в Сосновом Бору стало еще одним событием из ряда нападений на школы в России после того, как на той же неделе 15 января произошло нападение на школу в Перми, ранее — 5 сентября 2017 года в Ивантеевке, а позднее — 18 апреля того же года в Стерлитамаке и 28 мая 2019 года в Вольске.

## Личность и мотивы преступника
Антон Бичивин родился 1 марта 2002 года. На момент инцидента являлся учеником 9 «Б» класса школы № 5 в посёлке Сосновый Бор в пригороде Улан-Удэ. Подросток не состоял на учете в психдиспансере или в полиции. Рос в благополучной семье с двумя сводными братьями. В школе его характеризовали как тихого, спокойного ребенка.
Увлекался компьютерными играми и военной тематикой. В школе утверждают, что Бичивин любил аморальные шутки, шутил над другими детьми, издевался над младшими братьями. Физическую агрессию проявлял редко.
Следствие не назвало причин, по которым Антон Бичивин совершил преступление, однако существует несколько версий, ни одна из которых не была подтверждена официально:
– подросток состоял в закрытой группе в социальной сети, где призывали к насилию;
– месть педагогу И. Л. Раменской за неудовлетворительные оценки;
– подражание адептам тематики массового убийства в американской школе Колумбайн в 1999 году;
– влияние группировки АУЕ, занятия которой несколько раз посещал Антон Бичивин.
В момент нападения на школу подросток был одет в чёрную футболку с надписью «KMFDM» (германо-американская индастриал-рок-группа), такую же, как у одного из нападавших на школу Колумбайн Эрика Харриса. Председатель общественной наблюдательной комиссии Николай Ломако, беседовавший с Бичивиным уже в СИЗО после нападения, заявил, что подросток не похож на представителя АУЕ. Наоборот, по его словам, он очень вежлив и хорошо воспитан. Пострадавшая при нападении учительница русского языка и литературы Ирина Раменская также не исключает возможную месть из-за «двойки», однако, по её словам, он смог бы исправить её.
Глава Следственного комитета России Александр Бастрыкин заявил, что администрация, некоторые педагоги и учащиеся знали о готовящейся атаке.

## Ход событий и пострадавшие
18 января 2018 года Антон Бичивин разослал части одноклассников сообщение:
Не приходи завтра в школу — будет мясо.
19 января 2018 года в 9:35 по местному времени (4:35 МСК) подросток прошёл в кабинет русского языка и литературы, где находились учительница и ученики 7 «Б» класса. Преступник бросил бутылку с зажигательной смесью, загорелись шторы, повалил дым. Стал бить топором выбегающих учеников и учителя. Подросток ранил 5 учеников и учительницу, после чего ударил себя ножом в грудь и выпрыгнул из окна третьего этажа школы. На земле у школы Антон Бичинин еще раз нанес себе удар ножом, после чего был обездвижен подбежавшими сотрудниками полиции. Нападавший в тяжелом состоянии был доставлен в хирургию под конвоем с диагнозом: множественные колотые ранения грудной клетки с повреждением легкого и брюшной стенки.
На место прибыли МЧС, пожарные. Сотрудники полиции оцепили здание школы и эвакуировали около 500 детей.
Остальные 6 пострадавших, ученики и педагог так же были транспортированы в медучреждения, список с диагнозом:
1. Майя, 13 лет. Открытая травма, рана теменной области, области плечевого сустава, травматического ампутация второго пальца, рана третьего пальца. Состояние тяжёлое.
2. Александра, 13 лет. Открытая травма, травма головы, скальпированная рана щечной области. Состояние тяжёлое.
3. Антон, 13 лет. Рубленная рана отдела в области позвоночника. Состояние средней степени тяжести.
4. Констанция, 13 лет. Рубленная рана лопаточной области справа. Состояние средней степени тяжести.
5. Ирина Леонидовна, учитель, 41 год. Открытая травма, рубленная рана теменной области слева. Состояние тяжёлое.
6. Вячеслав, 13 лет. Закрытая травма, ссадина теменной области.
Проверка выявила и отсутствие квалифицированной охраны школы, кнопки экстренного вызова, а также нехватку камер видеонаблюдения. В момент нападения школьника на класс на посту охраны находилась женщина, работающая в школе уборщицей.
22 января 2018 года школа № 5 заработала в стандартном формате.
Ученица школы Александра Борцова, которую преступник ранил топором в голову, сначала впала в кому. 22 января стало известно, что девочка вышла из комы. В феврале того же года после хирургии головы ребёнка выписали и отправили на медицинскую реабилитацию в санаторий Санкт-Петербурга. А. Борцовой также была назначена пластическая операция. В то же время вместе с ней была выписана и отправлена на реабилитацию девочка, которой нападавший отрубил пальцы. Девочке успешно пришили конечности.

## Расследование и суд
24 января следствие объявило, что нападавший не был одиночкой. Арестовали предполагаемых сообщников, ученики этой же школы Александр Рогальский и Илья Седов. По данным следствия, подростки, которым на тот момент было 14 и 15 лет, знали о планах преступника и помогали готовиться к нападению.
Официальный представитель следственного комитета Светлана Петренко заявила:
Они разделяли настроение обвиняемого, знали о его планах, помогли изготовить бутылку с зажигательной смесью.
Со слов Светланы Петренко они сообщили злоумышленнику, что учитель находится в классе, а во время атаки следили за обстановкой. Подростков заключили под стражу.
Глава СК РФ Александр Бастрыкин поручил руководителю Следственного управления СК РФ по Калужской области взять расследование ЧП под особой контроль.
15 марта Бичивину продлили арест до 19 июля, 16 марта был продлён арест его сообщникам, 13 июля всём троим продлили срок содержания под стражей до 19 сентября, 14 сентября — до 19 декабря.
В беседах с психологом в СИЗО Бичивин заявлял, что чувствует себя хорошо и читает Джека Лондона.
4 декабря 2018 года стало известно, что нападавший подросток был признан невменяемым. Следственный комитет передал дело в суд. Действия Антона Бичивина квалифицировали как покушение на убийство двух и более лиц (часть 3 статьи 30, подпункты «а», «в», «д», «е», «и» части 2 статьи 105 УК РФ), умышленное уничтожение и повреждение чужого имущества (часть 2 статьи 167), угроза убийством (часть 1 статьи 119). И хотя преступник был признан невменяемым, он всё равно предстал перед судом.
Первое слушание по делу было назначено на 18 декабря. 29 декабря 2018 года Октябрьский районный суд направил Антона Бичивина на принудительное лечение.
Суд над соучастниками нападения прошёл лишь в декабре 2019 года. Подростки получили 4 и 6 лет лишения свободы и были отправлены в Ангарскую воспитательную колонию.
В том же месяце стало известно, что перед судом предстанет директор школы № 5 Сергей Разуваев (в начале февраля 2018 года, уже после нападения, уволился из школы, объяснив своё решение ухудшимся состоянием здоровья, а позже отрицал, что некоторые педагоги и учащиеся знали о готовящемся нападении). Ему было предъявлено обвинение по ч.3 ст. 30 — ч.3 ст. 160 УК РФ (покушение на растрату с использованием служебного положения) и ч.2 ст. 293 (халатность, повлекшая причинение особо крупного ущерба). Суд прошёл в феврале 2020 года.

## Реакция
Нападение на школу в Сосновом Бору, также как и многие нападения на учебные заведения, вызвало реакцию у общественности.
В частности это связано с тем, что за 4 дня до этого инцидента произошло нападение на школу в Перми, а позднее — в Стерлитамаке в апреле того же года. Уполномоченный при президенте РФ по правам ребёнка Анна Кузнецова назвала нападение на учеников и учительницу в школе в Бурятии ужасающей тенденцией.
24 января 2018 на заседании временной комиссии Совета Федерации по совершенствованию Семейного кодекса зампред комитета по конституционному законодательству и государственному строительству Елена Мизулина высказала мнение, что бойцы Росгвардии, а не сотрудники частных охранных предприятий должны обеспечивать безопасность в школах России.
Также Мизулина отметила, что во «ВКонтакте», Telegram, WhatsApp информация о жестокости, насилии, экстремизме среди детей активно распространяется и никем не контролируется, вследствие чего она предложила ввести административную ответственность для руководства и сотрудников соцсетей и мессенджеров за информацию, которая распространяется на ресурсах в связи с произошедшими нападениями в российских школах.
Представитель общественной наблюдательной комиссии Николай Ломако, беседовавший с Бичивиным уже в СИЗО, обвинил в произошедшем компьютерные игры.
Замглавы Минкомсвязи Алексей Волин дал следующий комментарий по ситуации:
Группы, призывающие к резне в школах, будут заблокированы, поскольку в своей деятельности они сразу же подпадают и под призывы к терроризму, и под экстремизм.
Во всех школах Санкт-Петербурга была проведена проверка безопасности.
Помощник президента РФ Андрей Фурсенко высказался, что усиление охраны в учебных заведениях не гарантирует их полную безопасность от нападений.
18 апреля заместитель министра образования и науки Бурятии Валерий Поздняков сообщил, что с нового учебного года в школах Бурятии появятся 118 дополнительных психологов.
Также после инцидента в школе в Бурятии поступали просьбы наградить педагогов, спасших детей, а также одиннадцатиклассника Давыда Мамонова, который вынес на руках пострадавшую девочку и помогал спасателям ликвидировать пожар и эвакуировать школьников. В апреле 2018 года Росгвардия наградила Мамонова «за содействие».